# Équipe de Yougoslavie féminine de basket-ball
Cet article traite de l'équipe féminine. Pour l'équipe masculine, voir Équipe de Yougoslavie masculine de basket-ball.
Maillots
Actualités
L’équipe de Yougoslavie de basket-ball est la sélection des meilleurs joueurs des États successifs qui ont connu la dénomination officielle de Yougoslavie.

## Palmarès
Le palmarès aux Jeux olympiques est :
- Vice-champion d'olympique 1988
- Médaille de bronze des Jeux olympiques 1980

Le palmarès au Championnat du monde :
- Vice-champion du monde 1990

Le palmarès aux Championnats d'Europe est :
- Vice-champion d'Europe 1968
- Vice-champion d'Europe 1978
- Vice-champion d'Europe 1987
- Vice-champion d'Europe 1991
- Médaille de bronze du championnat d'Europe 1970
- Médaille de bronze du championnat d'Europe 1980

## Parcours en compétitions internationales

### Parcours aux Jeux olympiques
Voici le parcours de l'équipe de la Yougoslavie aux Jeux olympiques :
- 1980 :
- 1984 : 6e
- 1988 :

### Parcours en Championnat du monde
Voici le parcours de l'équipe de la Yougoslavie en Championnat du monde
- 1953 : non qualifiée
- 1957 : non qualifiée
- 1959 : 4e
- 1964 : 6e
- 1967 : 6e
- 1971 : non qualifiée
- 1975 : non qualifiée
- 1979 : non qualifiée
- 1983 : non qualifiée
- 1986 : non qualifiée
- 1990 :  2e
- 1994 : interdite de compétition
- 1998 : non qualifiée
- 2002 : 12e

Les vice-championnes du monde 1990 sont battues le 22 juillet 1990 par les Américaines 88 à 78. Les médaillées sont : Tima Dzebo (4 points), Mara Lakic (3 pts), Eleonora Wild (0 point), Vesna Bajkusa (18 points), Kornelija Kvesic (4 points), Danira Nakic (9 points), Sladana Golic (0 point), Nina Bjedov (0 point), Raziya Mujanovic (20 points), Danijela Ilic (0 point), Andjelija Arbutina (4 points), Bojana Milosevic (6 points)

### Parcours en Championnat d'Europe
Voici le parcours de l'équipe de la Yougoslavie en Championnat d'Europe :
- 1938 : non qualifiée
- 1950 : non qualifiée
- 1952 : non qualifiée
- 1954 : 5e
- 1956 : 9e
- 1958 : 4e
- 1960 : 5e
- 1962 : 5e
- 1964 : 7e
- 1966 : 6e
- 1968 :
- 1970 :
- 1972 : 8e
- 1974 : 8e
- 1976 : 5e
- 1978 :
- 1980 :
- 1981 : 4e
- 1983 : 4e
- 1985 : 5e
- 1987 :
- 1989 : 4e
- 1991 :
- 1993 : interdite de compétition
- 1995 : interdite de compétition
- 1997 : 8e
- 1999 : 7e
- 2001 : 7e

## Joueuses marquantes
- Razija Mujanović